# Battle Cry (Imagine Dragons)
Battle Cry è un singolo degli Imagine Dragons, pubblicato il 2 giugno 2014.
Il brano, composto con la collaborazione dei musicisti Steve Jablonsky e Hans Zimmer, è stato realizzato per la colonna sonora del film Transformers 4 - L'era dell'estinzione, uscito nelle sale statunitensi il 27 giugno 2014.

## Descrizione
Dopo varie indiscrezioni da parte dei media che affermavano che il regista Michael Bay per il 4º film della saga Transformers non avrebbe chiamato i Linkin Park per la colonna sonora del film bensì gli Imagine Dragons, il 12 aprile viene ufficializzata la notizia da parte della band su Facebook e Twitter con una foto scattata in studio di registrazione con i compositori Steve Jablonsky e Hans Zimmer, riferendosi chiaramente a Transformers 4 - L'era dell'estinzione.
Il 13 maggio viene annunciato da Bay che Battle Cry avrebbe fatto parte della colonna sonora del suo nuovo film, e che la band lo avrebbe presentato dal vivo il brano durante la première del film a Hong Kong il 19 giugno.

## Tracce
1. Battle Cry – 4:33

## Classifiche
| Classifica (2014)                | Posizione massima |
| -------------------------------- | ----------------- |
| Australia                        | 44                |
| Stati Uniti (rock & alternative) | 24                |